# Bahnstrecke Singapore–Kranji
| Die Bukit Timah Railway Station war 1915–2011 als Bahnhof in Betrieb |                     |                                                |                                                |
| Streckenverlauf, 1907 |                     |                                                |                                                |
| Streckenlänge: | 31,8 km             |                                                |                                                |
| Spurweite: | 1000 mm (Meterspur) |                                                |                                                |
| |                     |                                                |                                                |
| \| \| \| Tanjong Pagar \| \| \| \| Bukit Timah \| \| \| \| Newton \| \| \| \| Woodlands Train Checkpoint \| \| \| \| Singapur / Malaysia (Johor–Singapore Causeway) \| \| \| \| Johor Bahru Sentral \| \| \| \| nach Hat Yai \| |                     |                                                |                                                |
| Kopfbahnhof Streckenanfang (Strecke außer Betrieb) |                     | Tanjong Pagar                                  | Tanjong Pagar                                  |
| Bahnhof (Strecke außer Betrieb) |                     | Bukit Timah                                    | Bukit Timah                                    |
| Bahnhof (Strecke außer Betrieb) |                     | Newton                                         | Newton                                         |
| Kopfbahnhof Strecke bis hier außer Betrieb |                     | Woodlands Train Checkpoint                     | Woodlands Train Checkpoint                     |
| Grenze |                     | Singapur / Malaysia (Johor–Singapore Causeway) | Singapur / Malaysia (Johor–Singapore Causeway) |
| Bahnhof |                     | Johor Bahru Sentral                            | Johor Bahru Sentral                            |
| Strecke |                     | nach Hat Yai                                   | nach Hat Yai                                   |

Die Bahnstrecke Singapore–Kranji der Singapore Government Railway wurde von 1900 bis 1902 gebaut.

## Geschichte
Die 31,8 km (19¾ Meilen) lange seit 2011 stillgelegte Bahnstrecke mit einer Spurweite von 1000 mm verlief vom Ölterminal an der Tank Road entlang der Cuppage Road, Newton Circus, Cluny Road und Bukit Timah, bevor sie nach Kranji und Woodlands führte, von wo aus sie über die frühere Federated Malay States Railway nach Malaysia führte. 1918 erwarb die Regierung der Vereinigten Malayischen Staaten für 4.136.000 $ das gesamte Land und die Infrastruktur von der Singapore Railway und nannte sich daraufhin Keretapi Tanah Melayu (Bahngesellschaft der Malaiischen Staaten). Bis 1923 der Johor–Singapore Causeway eröffnet wurde, mussten die Fahrgäste eine Fähre über die Straße von Johor nehmen, um ihre Fahrt fortzusetzen.
Im Jahr 1932 wurde die neue Tanjong Pagar Railway Station fertiggestellt. Die ursprüngliche Strecke von Tank Road bis Bukit Timah wurde etwa 7 Jahre später abgebaut, weil es immer weniger Verkehrsaufkommen gab.
Aufgrund von Änderungen der Einreisebestimmungen 1993 wurde die Passkontrolle von Tanjong Pagar nach Woodlands verlegt. Seitdem wurde die Bukit Timah Station nur noch für Zugbegegnungen genutzt, aber es war nicht erlaubt, dort ein- oder auszusteigen oder Waren aufzugeben oder abzuholen.
Es fand dort weiterhin eine interessante Übergabe von Tokens statt, mit denen der Zugführer nachweisen konnte, dass er für das Fahren der Strecke berechtigt war. Ein Eisenbahnmitarbeiter im Zug warf den in einen Sack verpackten Token zu einem Kollegen auf dem Bahnsteig. Der Bahnhofsvorsteher übergab daraufhin einen anderen in einem Sack verpackten Token an einen anderen Mitarbeiter im Zug. Diese Token wurden dann bezüglich der Einreisebestimmungen an die entsprechenden Mitarbeiter der Grenzkontrolle weitergereicht.
In den frühen 1900er Jahren verlangte ein Mitglied des Swiss Club erfolgreich, dass ein weiterer Haltepunkt etwa 50 m vom Clubhaus an der Swiss Club Road eingerichtet würde. Die Haltestelle wurde Holland Road Halt genannt und bestand für 30 Jahre. Bis zum Ersten Weltkrieg stiegen die Mitglieder des Swiss Club am Holland Road Halt aus, und setzten ihre Fahrt zum Bukit Tinggi Clubhouse auf Ochsenkarren fort. Nach dem Krieg wurden immer mehr Autos verfügbar. 1932 wurden die Gleise auf einer anderen Trasse verlegt, die heute von Tanjong Pagar über Holland Village nach Bukit Timah Village führt. Auf der alten Trasse wurde die Dunearn Road gebaut.

## Bilder der Bahnstrecke

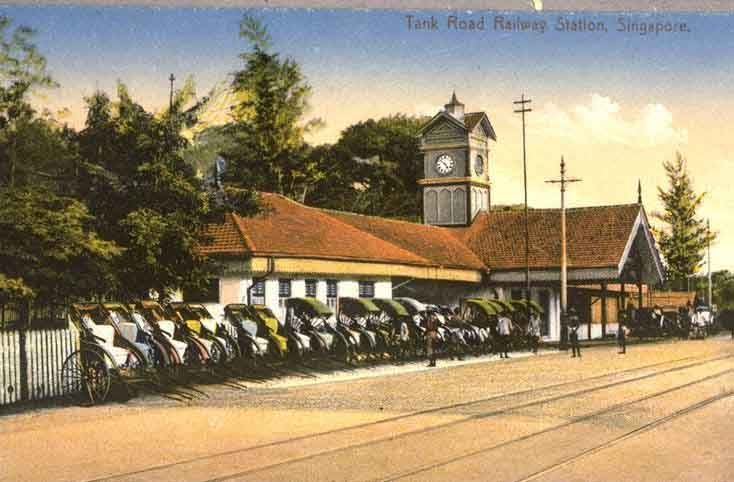
Straßenbahngleise vor der Tank Road Station
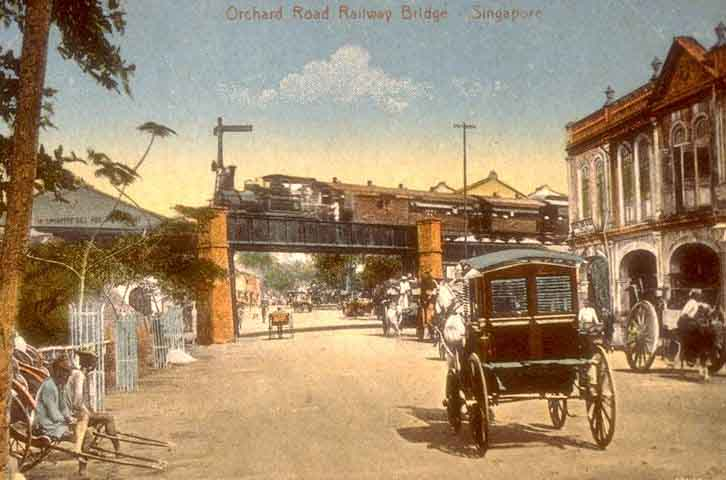
Zug zur Tank Road Station auf Brücke über Orchard Road
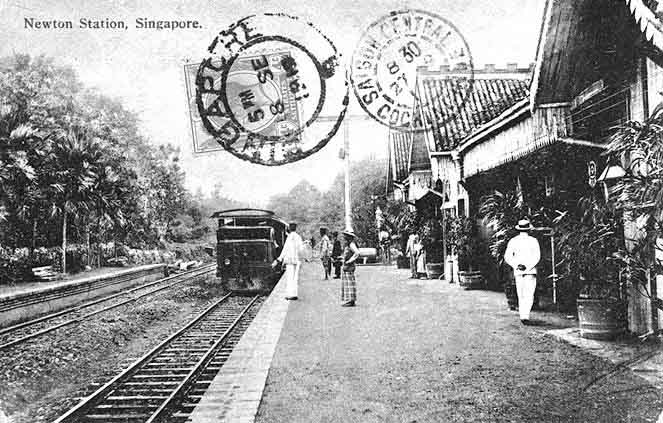
Newton Station
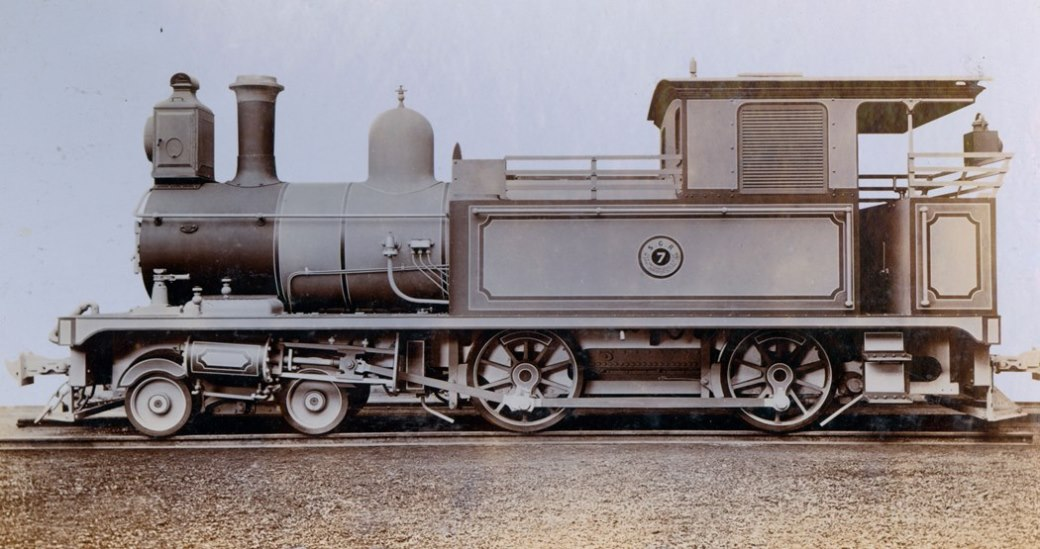
Lokomotive Nr. 7 gebaut von Hawthorn, Leslie & Company
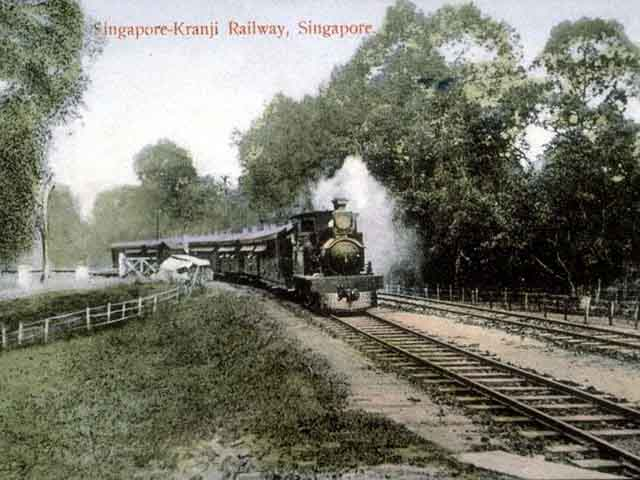
Singapore-Kranji Railway, mit Hunslet 4-4-0T Lok
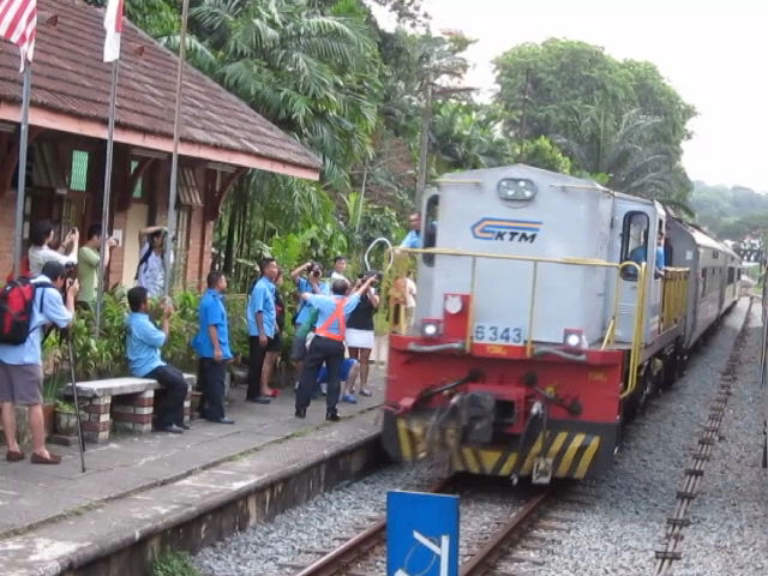
Token-Übergabe an der Bukit Timah Railway Station
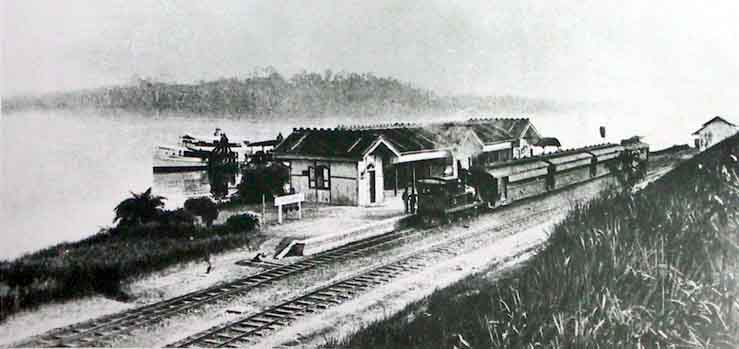
Ehemalige Woodlands Railway Station
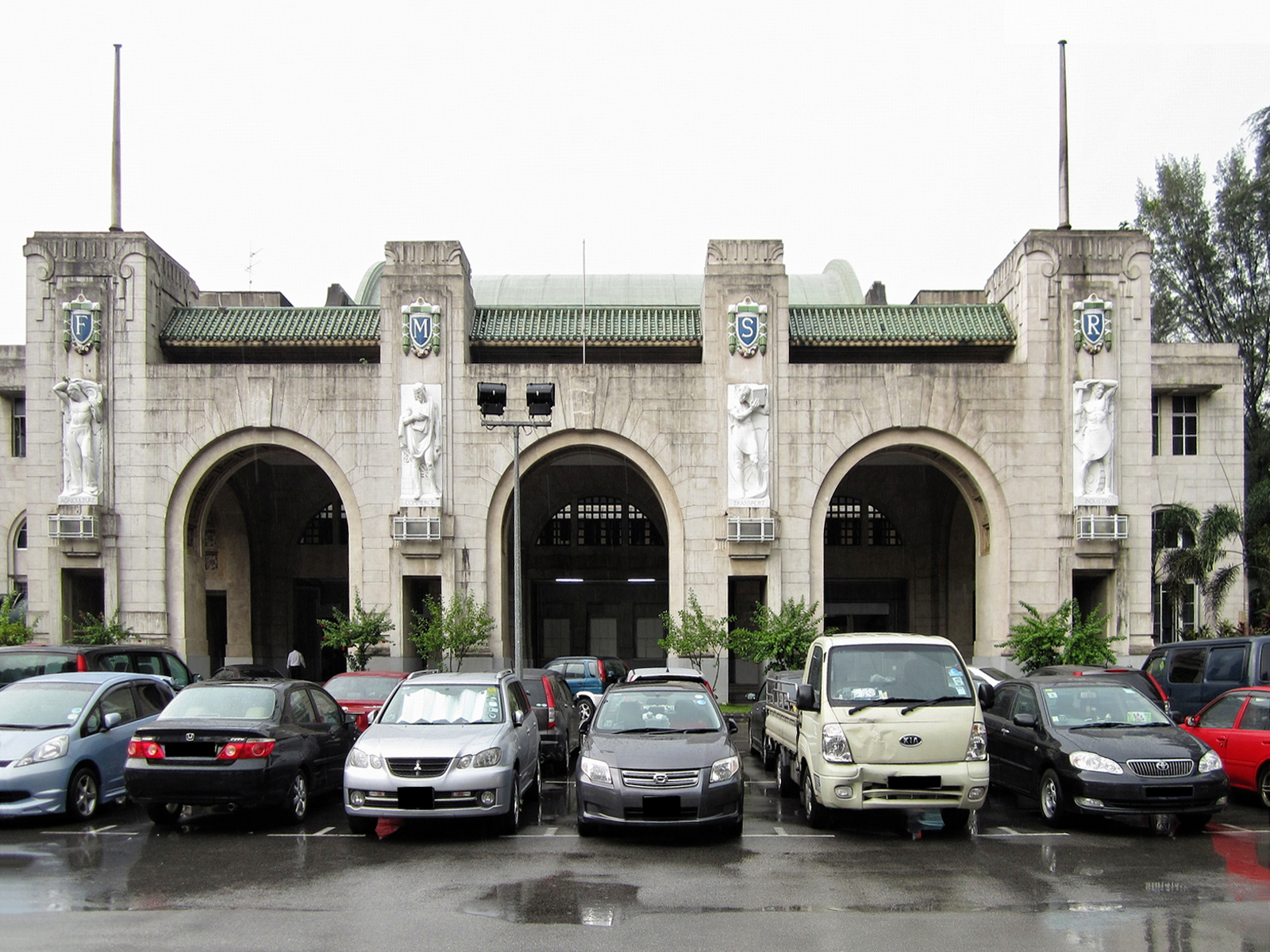
Tanjong Pagar Railway Station